# Zisterzienserinnenabtei Belfays
Die Zisterzienserinnenabtei Belfays war von 1140 bis 1393 ein französisches Kloster der Zisterzienserinnen in Montigny-le-Roi, heute: Val-de-Meuse, Département Haute-Marne. Es besteht kein Zusammenhang zur Gemeinde Belfays im Département Doubs.

## Geschichte
Das 1140 östlich Chaumont in der Landschaft Bassigny gestiftete Nonnenkloster Belfays (von lateinisch bellum fagum = „Schönbuch“), das unweit des Zisterzienserklosters Morimond lag, wurde der Abtei Tart unterstellt, 1393 (nach den Verwüstungen durch den Hundertjährigen Krieg) aber geschlossen und als Grangie von Morimond weitergeführt. Die Gebäude des heute am Ort ansässigen Landwirtschaftsbetriebs stammen aus dem 18. Jahrhundert.